# Jurij Michajłow
Jurij Matwiejewicz Michajłow (ros. Юрий Матвеевич Михайлов; ur. 25 lipca 1930 w Ulitinie, zm. 15 lipca 2008 w Twerze) – rosyjski łyżwiarz szybki reprezentujący ZSRR, złoty medalista olimpijski.

## Kariera
Największy sukces w karierze Jurij Michajłow osiągnął w 1956 roku, kiedy podczas igrzysk olimpijskich w Cortina d’Ampezzo zdobył złoty medal na dystansie 1500 m. W zawodach tych ex aequo pierwsze miejsce zajął z nim jego rodak, Jewgienij Griszyn, a trzecie miejsce zajął Toivo Salonen z Finlandii. Na tych samych igrzyskach wystartował także w biegu na 500 m, ale nie ukończył rywalizacji. Nigdy nie zdobył medalu mistrzostw świata. Tylko raz wystąpił na imprezie tego cyklu, podczas wielobojowych mistrzostw świata w Oslo w 1956 roku był ósmy. W tym samym roku był też dziesiąty na mistrzostwach Europy w Helsinkach.
Dwa razy bił rekordy świata. Trenował także pięściarstwo.